# ياسف سعدي
ياسف سعدي (20 يناير 1928 في القصبة الجزائر العاصمة - 10 سبتمبر 2021 في الجزائر العاصمة) هو سياسي جزائري وأحد أشهر قادة جبهة التحرير الجزائرية خلال الثورة الجزائرية، ويعتبر أول من أنشأ دار للإنتاج السينيمائي في الجزائر «أفلام القصبة» والتي أنتجت فيلم معركة الجزائر سنة 1966.

## حياته
ولد ياسف سعدي في حي القصبة الشهير في الجزائر العاصمة عام 1928، تلقى تعليمه الأول بالقصبة حتى سن الرابعة عشر حين احتل الجيش الأمريكي والإنجليزي في 8 نوفمبر 1942 المدرسة التي كان يدرس فيها واتخذوها مقرا لهم.
لجأ إلى الحياة العملية بمخبزة العائلة، بدأ نشاطه السياسي مبكرا إذ شارك في المظاهرات التي نظمها حزب الشعب الجزائري في 1 مايو 1945 ثم مظاهرات الثامن ماي 1945، كما قاد الحملة الانتخابية لحركة انتصار الحريات الديمقراطية في المدية والعاصمة.
بعد هجرة دامت سنتين إلى فرنسا عاد إلى الجزائر ليبدأ اتصالاته مع أعضاء اللجنة الثورية للوحدة والعمل ويتكفل بربط الاتصالات مع خلايا المناضلين بالقصبة.
في عام 1955 أرسل إلى سويسرا للاتصال بممثلي أحمد بن بلة هناك وألقي عليه القبض لكن أطلق سراحه أربعة أشهر بعد ذلك.
بعد عودته واصل نشاطه في سرية إلى غاية عام 1956 تاريخ بداية معركة الجزائر أين عين قائدا للمنطقة المستقلة للعاصمة، وساهم رفقة حسيبة بن بوعلي وعلي لابوانت وغيرهم من الفدائيين في تكثيف العمل الفدائي للعاصمة، وكان يتخذ من القصبة ملجأ له ولباقي الفدائيين. واصل نضاله إلى غاية اعتقاله من طرف فرقة المظليين في 23 سبتمبر 1957، وتعرض للتعذيب وحكم عليه بالإعدام. لكن لم يتم تنفيذ الحكم وأفرج عنه بعد وقف إطلاق النار.

## أعماله بعد الاستقلال
شارك ياسف سعدي بعد استقلال الجزائر عام 1962 في عدة أفلام عن الثورة الجزائرية منها معركة الجزائر.
أصدر في سنة 1982 عملا من ثلاثة أجراء حول مساره النضالي خلال «معركة الجزائر» الذي أعيد طبعه عدة مرات.

## الوفاة
توفي ياسف سعدي، مساء الجمعة 10 سبتمبر 2021 عن عمر ناهز 93 عاما، وقد أشاد وزير المجاهدين وذوي الحقوق العيد ربيقة في بيان بـ«القائد الهمام الذي تحدّى المستعمر بجحافل جيوشه ونازلهم بإرادة لا تلين بصبر وشجاعة وثبات إلى أن تحقّق الاستقلال».
وسيوارى جثمان الفقيد السبت 11 سبتمبر 2021 بمقبرة القطار بالعاصمة الجزائرية.
قدم رئيس الجمهورية، عبد المجيد تبون، تعازيه في وفاة ياسف سعدي مصرحًا «فُجعنا بالمصاب الأليم بفقدان المجاهد ياسف سعدي الذي نودعه مؤمنين بقضاء الله وقدره إلى مثواه الأخير.» وبعث رئيس مجلس الأمة، صالح قوجيل، برقية تعزية إلى أسرة ياسف سعدي، أكد فيها أن الجزائر فقدت برحيله «رمزا جهاديا وقامة من قامات الثورة التحريرية المباركة, وبرلمانيا مرموقا»

## وصلات خارجية
- ياسف سعدي على موقع IMDb (الإنجليزية)
- ياسف سعدي على موقع ألو سيني (الفرنسية)
- ياسف سعدي على موقع أول موفي (الإنجليزية)
- ياسف سعدي على موقع قاعدة بيانات الأفلام السويدية (السويدية)
- ياسف سعدي على موقع قاعدة بيانات الفيلم (الإنجليزية)
- ياسف سعدي على موقع كينوبويسك (الروسية)